# 読売こども新聞
もしかして
- 読売KODOMO新聞

ではありませんか？